# Episodi di The Batman (quarta stagione)
La quarta stagione della serie animata The Batman è andata in onda negli Stati Uniti dal 23 settembre 2006.
| N° | Titolo originale    | Titolo italiano                         | Prima TV USA      | Prima TV Italia |
| -- | ------------------- | --------------------------------------- | ----------------- | --------------- |
| 40 | A Matter of Family  | Affari di famiglia                      | 23 settembre 2006 | 16 ottobre 2008 |
| 41 | Team Penguin        | La squadra di Pinguino                  | 30 settembre 2006 | 17 ottobre 2008 |
| 42 | Clayfaces           | Clayface contro Clayface                | 7 ottobre 2006    | 20 ottobre 2008 |
| 43 | The Everywhere Man  | L'uomo onnipresente                     | 4 novembre 2006   | 21 ottobre 2008 |
| 44 | Strange New World   | Il nuovo mondo di Strange               | 18 novembre 2006  | 22 ottobre 2008 |
| 45 | The Breakout        | Fino all'ultimo minuto                  | 11 novembre 2006  | 23 ottobre 2008 |
| 46 | Artifacts           | Reperti archeologici                    | 3 febbraio 2007   | 24 ottobre 2008 |
| 47 | Two of a Kind       | Due buffoni                             | 24 febbraio 2007  | 27 ottobre 2008 |
| 48 | Seconds             | Scelte                                  | 10 febbraio 2007  | 28 ottobre 2008 |
| 49 | Riddler's Revenge   | La vendetta dell'Enigmista              | 17 febbraio 2007  | 29 ottobre 2008 |
| 50 | Rumors              | Rumors                                  | 3 marzo 2007      | 30 ottobre 2008 |
| 51 | The Joining: Part 1 | L'invasione dei Joining (prima parte)   | 28 aprile 2007    | 31 ottobre 2008 |
| 52 | The Joining: Part 2 | L'invasione dei Joining (seconda parte) | 5 maggio 2007     | 3 novembre 2008 |

## Affari di famiglia
- Titolo originale: A Matter of Family
- Diretto da: Brandon Vietti
- Scritto da: Michael Jelenic

### Trama
Dopo che un giovane artista circense di nome Richard "Dick" Grayson perde i genitori a causa di un criminale di nome Tony Zucco, Bruce adotta il ragazzo, poiché sa cosa si prova a perdere la propria famiglia. Batman si mette quindi in viaggio per consegnare alla giustizia l'assassino del signor e della signora Grayson. Una volta svelato il segreto di Bruce, Dick si unisce a Batman come suo nuovo aiutante, Robin.

## La squadra di Pinguino
- Titolo originale: Team Penguin
- Diretto da: Anthony Chun
- Scritto da: Joseph Kuhr

### Trama
Dopo aver visto un film sui geni del crimine, Pinguino forma una squadra insieme a Killer Croc, Ragdoll, Firefly e il nuovo arrivato Killer Moth per sconfiggere finalmente Batman. Nel frattempo, Batgirl e Robin devono imparare a lavorare insieme, inoltre Batman decide di rivelare alla ragazza la sua vera identità e quella di Robin, anche se questa sospettava da tempo di Bruce Wayne. Moth viene infettato da una sostanza chimica che il team ha rubato e si trasforma in una gigantesca falena mutante.

## Clayface contro Clayface
- Titolo originale: Clayfaces
- Diretto da: Matt Youngberg
- Scritto da: Steven Melching

### Trama
Dopo che Ethan Bennett sventa uno dei piani di Joker, progetta di dimostrare il suo valore a Batman voltando pagina. Nel frattempo, l'attore fallito Basil Karlo ruba il mutageno responsabile della mutazione di Bennett e diventa il nuovo Clayface. Batman non è sicuro di potersi fidare abbastanza di Ethan da lasciarlo aiutare a fermare Karlo.

## L'uomo onnipresente
- Titolo originale: The Everywhere Man
- Diretto da: Brandon Vietti
- Scritto da: Greg Weisman

### Trama
Quando le prove di una serie di furti d'arte da parte di Everywhere Man, un nuovo cattivo in costume con il potere di replicarsi, incriminano l'amico intimo di Bruce, John Marlowe, Batman crede che ci debba essere un'altra spiegazione. Ora, Batman deve smascherare l'identità di "Everywhere Man" e dimostrare l'innocenza del suo amico.

## Il nuovo mondo di Strange
- Titolo originale: Strange New World
- Diretto da: Anthony Chun
- Scritto da: Joseph Kuhr

### Trama
Hugo Strange infetta la popolazione di Gotham con un virus che li trasforma in zombie e solo Batman e Robin restano a cercare e distribuire l'antidoto.

## Fino all'ultimo minuto
- Titolo originale: The Breakout
- Diretto da: Matt Youngberg
- Scritto da: Alex Van Dyne

### Trama
Dopo che Batman cattura il boss criminale Maschera Nera, i suoi scagnozzi progettano di farlo uscire dalla centrale di polizia in modo che Maschera Nera possa attivare il suo dispositivo del giorno del giudizio. Quando Batman viene catturato, Batgirl e Robin devono fermare il cattivo e salvare la città da soli.

## Reperti archeologici
- Titolo originale: Artifacts
- Diretto da: Brandon Vietti
- Scritto da: Greg Weisman

### Trama
Mille anni nel possibile futuro, i cittadini della nuova Gotham devono scoprire la storia di Batman per fermare un nuovo e migliorato Mr. Freeze.

## Due buffoni
- Titolo originale: Two of a Kind
- Diretto da: Anthony Chun
- Scritto da: Paul Dini

### Trama
Quando la conduttrice televisiva Harleen Quinzel viene cancellata dal suo programma televisivo per aver teso un'imboscata a Bruce Wayne e per i suoi cattivi consigli, Joker si interessa a lei e decide di trasformarla nella sua complice, Harley Quinn.

## Scelte
- Titolo originale: Seconds
- Diretto da: Matt Youngberg
- Scritto da: Steven Melching

### Trama
Batman, Robin e Batgirl affrontano un criminale che sembra un tizio comune, ma in realtà ha il superpotere di manipolare i secondi, portando indietro fino a venti secondi il tempo regolare, riuscendo così di volta in volta ad anticipare ogni loro mossa. Batman deve scoprire i segreti del passato di Francis Grey e perché intende vendicarsi facendo esplodere un ordigno a Gotham City la notte di capodanno.

## La vendetta dell'Enigmista
- Titolo originale: Riddler's Revenge
- Diretto da: Brandon Vietti
- Scritto da: Stan Berkowitz

### Trama
Mentre tenta di sventare l'ennesima rapina, l'Enigmista e Batman cadono in una cassa, che precipita sul fondo del porto di Gotham, e restano intrappolati all'interno. Mentre Batman cerca un modo per uscire prima che si esaurisca l'ossigeno a loro disposizione, l'Enigmista rivela a Batman le proprie origini. Intanto Robin li sta cercando.

## Rumors
- Titolo originale: Rumors
- Diretto da: Matt Youngberg
- Scritto da: Joseph Kuhr

### Trama
Tutti i peggiori supercriminali di Gotham City stanno scomparendo uno ad uno, sconfitti e poi imprigionati da Rumors, un nuovo vigilante spietato dotato di un esoscheletro che lo rende invisibile. Batman e Robin lo incontrano mentre cercano di salvare Catwoman e Pinguino, anch'essi caduti nelle sue mani. Prima che Rumors abbia la possibilità di uccidere tutti i cattivi suoi prigionieri, Batman deve riuscire a scovare il suo nascondiglio

## L'invasione dei Joining (prima parte)
- Titolo originale: The Joining: Part 1
- Diretto da: Anthony Chun
- Scritto da: Douglas Petrie e Jane Espenson

### Trama
Bruce scopre che alla Wayne Industries è in corso la fabbricazione e distribuzione di tecnologia aliena in tutto il mondo ad opera del suo amico e amministratore delegato dell'azienda, Lucius Fox, sostituito da un replicante alieno robot. John Jones, un detective appena giunto a Gotham, dice di conoscere l'identità segreta di Batman. Scoperto che si tratta di un alieno mutaforma proveniente da Marte dotato di abilità telecinetiche e telepatiche, Martian Manhunter avverte Batman sulla possibile invasione delle razza aliena nota come Joining, che minaccia di conquistare la Terra.

## L'invasione dei Joining (seconda parte)
- Titolo originale: The Joining: Part 2
- Diretto da: Brandon Vietti e Vinton Heuck
- Scritto da: Douglas Petrie e Jane Espenson

### Trama
Il Joining ha lanciato il suo attacco alla Terra e la chiave per sconfiggere gli alieni è attivare la rete di satelliti della Wayne Industries. Quando Batman e Martian Manhunter tentano di penetrare nelle Wayne Towers per attivare il sistema satellitare, Alfred incoraggia Batgirl e Robin a disobbedire agli ordini di Batman (che gli aveva chiesto di tenersi fuori da questa faccenda), e a dimostrargli che per vincere ha bisogno della sua squadra. Vinta la battaglia per la salvezza della Terra, Martian Manhunter porta Batman sulla Torre di Guardia, e lo invita ad entrare a far parte della Justice League insieme a Flash, Lanterna Verde, Hawkman e Freccia Verde.